# Huningue
 Huningue  (en alsacià Hìnige) és un municipi francès, situat a la regió del Gran Est, al departament de l'Alt Rin. L'any 2006 tenia 6.324 habitants. Limita al nord i oest amb Village-Neuf, a l'est amb Weil-am-Rhein (Baden-Württemberg), al sud-oest amb Saint-Louis i al sud amb Basilea.

## Demografia
| 1962  | 1968  | 1975  | 1982  | 1990  | 1999  |
| ----- | ----- | ----- | ----- | ----- | ----- |
| 4.963 | 5.769 | 6.576 | 6.679 | 6.252 | 6.097 |

## Administració
| Període   | Identitat            | Partit |
| --------- | -------------------- | ------ |
| 1995-2008 | René Moebel          | DVD    |
| 2008-     | Jean-Marc Deichtmann | DVD    |

## Agermanaments
- Soston